# Дурмстренг
Дурмстренг (англ. Durmstrang Institute for Magical Learning) — школа чарів із чарівного світу Гаррі Поттера, розташована на європейському континенті. Має погану репутацію через лояльне ставлення до темних чарів.

## Назва школи
Швидше за все, назва школи походить від нім. Sturm und Drang (у перекладі Буря і натиск).

## Місце розташування
Школа вміло приховує своє місце розташування, однак, найімовірніше, вона розташована на північному сході Європи, ймовірно, на півночі Скандинавії або на Кольському півострові в Росії. Аргументи на користь Кольського півострова або Скандинавії:
- Серед учнів та персоналу школи є чарівники зі слов'янськими прізвищами: Поляков, Каркаров (див. книгу «Гаррі Поттер і келих вогню», у фільмі начебто Поляков не згадується), Крум.
- Крум у книзі «Гаррі Поттер і келих вогню» розповідав, що навколо Дурмстренга є гори, і взимку вони засніжені. На Кольському півострові є два гірські масиви: Хібіни (висота до 1200 м) і Ловозерська тундра (висота до 1120 м), взимку там досить сніжно. У Скандинавії теж присутні засніжені гірські масиви.
- У фільмі «Гаррі Поттер і келих вогню» Албус Дамблдор, зустрічаючи делегацію з Дурмстренга, мовив: «Зустрічайте наших гостей із півночі». Знаючи, наскільки південніше від Великої Британії знаходиться Болгарія (а Віктор Крум на чемпіонаті із квідичу грав за збірну Болгарії), можна припускати, що Дурмстренг не може знаходитися там.

Дурмстренг є школою для чарівників не однієї країни, а декількох — усієї Центрально-Східноїї Європи. У фільмі «Гаррі Поттер і кубок вогню» на прапорі корабля, яким прибули дурмстрензці, зображений двоголовий орел та написи назви Школи кирилицею та латиницею, що свідчить про те, що там навчаються представників тих народів, які використовують кирилицю та латиницю. Не прив'язаний до конкретної країни образ Дурмстренгу відображає стереотипи західного європейця про східну та частково північну Європу.  

## Форма
Мантії криваво-червоного кольору. Поверх них носять хутряні шуби.

## Викладання
Манера викладання досить сильно відрізняється від гоґвортської. У цій школі викладають не захист від темних мистецтв, а самі темні мистецтва. У Дурмстренг не беруть маґлонароджених чарівників. Таким чином, дурмстрензці не тільки користуються темними чарами, мають ідеологію, що позитивно ставиться до темних мистецтв, але й використовують магічні принципи чистокровних зв'язків і строгої чистокровності, не допускаючи «бруднокровців».

## Відомі директори
- Ігор Каркаров — колишній смертежер. Після падіння «Темного Лорда» зрадив багатьох його прихильників. Коли Волдеморт повернувся, Каркаров утік, переховувався близько року, потім його знайшли й вбили смертежери.

## Відомі учні
- Віктор Крум
- Ґелерт Ґріндельвальд

## Схід проти Заходу
Відмінності між Гоґвортсом і Дурмстренгом є не тільки в стилі викладання, форми та ін., але й у тому, що школи являють собою Захід і Схід. Гоґвортс — гарний приклад демократичних, за поданням автора, традицій Заходу, а Дурмстренг — суворіший заклад, де виховують чарівників, яким не можна довіряти. Однак у кінці книги «Гаррі Поттер і келих вогню» всі забувають розбіжності й ворожнечу заради об'єднання для боротьби зі спільним ворогом.